# Adolf Kieslich

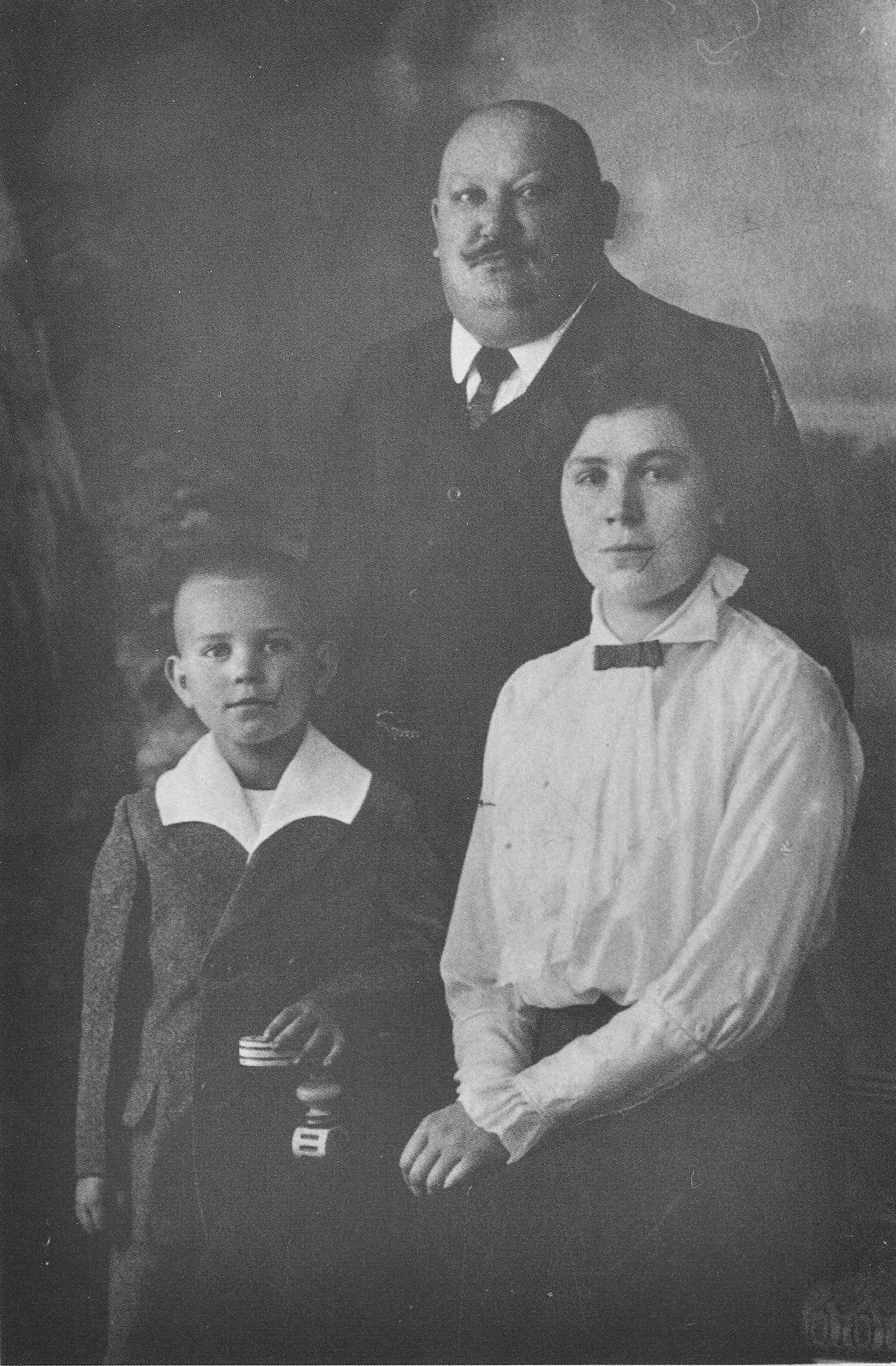
Adolf Kieslich mit Ehefrau Hedwig Kieslich und Sohn Willy um 1914.

Gustav Adolf Kieslich (* 1. Februar 1875 in Slamen; † 5. März 1935 in Lörrach) war ein deutscher Gewerkschaftsfunktionär und 1919 für die SPD Abgeordneter im badischen Landtag.

## Leben
Kieslich war der Sohn eines Webers und machte nach dem Besuch der Volksschule in Slamen selbst eine Lehre als Weber. Nach der Lehre ging er als Geselle auf Wanderschaft. 1894 trat er in die Textilgewerkschaft und die Sozialdemokratische Partei Deutschlands (SPD) ein und 1897 in den Wehrdienst beim Infanterie-Regiment „Graf Kirchbach“ (1. Niederschlesisches) Nr. 46.
Anschließend arbeitete er wieder als Weber und übernahm zugleich Aufgaben als Vorstandsmitglied und nebenamtlicher Agitationsleiter des Textilarbeiterverbands in Spremberg.
Im Mai 1906 war Kieslich hier in einen Lohnkonflikt involviert, bei dem einige Textilfabrikanten Streikbrecher aus Böhmen holten, die dann aber aufgeklärt wurden und wieder heimreisten.
Im Oktober 1906 wurde er erster angestellter Geschäftsführer des Textilarbeiterverbands in Lörrach. 1907 bewarb sich Kieslich für die SPD im badischen Wahlkreis 4 (Lörrach-Müllheim) vergeblich um einen Sitz im Reichstag. Erfolgreich war 1909 seine Bewerbung für den Bürgerausschuss der Stadt Lörrach und 1912 für die Stadtverordnetenversammlung. Kieslich opponierte gegen die Großblockpolitik der Führung der badischen SPD und organisierte mit Friedrich Mayer und Adolf Geck für den 11. September 1910 in Lörrach eine Kundgebung mit Rosa Luxemburg. „Das Handeln von Kieslich und Mayer hatte innerhalb der Lörracher SPD für einen Eklat gesorgt.“ Die örtlichen Kreis- und Ortsvorsitzenden der SPD distanzierten sich von der Kundgebung ebenso wie die Landtagsabgeordneten Ernst Rösch und Friedrich Breitenfeld. Letztere fühlten sich persönlich angegriffen, da sie entgegen der Position Rosa Luxemburgs („Diesem System keinen Mann und keinen Groschen.“) im Landtag dem Etat zugestimmt hatten. Das Zerwürfnis zwischen der badischen SPD-Führung und Kieslich spielte noch 1923 bei den Septemberunruhen in Lörrach eine Rolle. „Hier schienen noch einmal alte Rechnungen zwischen Remmele und einigen Lörracher Sozialdemokraten beglichen zu werden.“
In der Umbruchphase nach dem Ersten Weltkrieg wurde Kieslich im November 1918 zusammen mit Leutnant Albert Hackelsberger Vorsitzender des Arbeiter- und Soldatenrates in Lörrach. Kieslich wirkte maßgeblich bei der Aufrechterhaltung der Ordnung, der Versorgung der Bevölkerung und der geordneten Demobilisierung heimkehrender Truppen in Lörrach mit. Hackelsberger und Kieslich übernahmen auch das Kommando des Grenzschutzes West des badischen Volksheeres, d. h. sie hatten den Befehl über die Landsturmeinheiten, die die Grenze zwischen Lörrach und Waldshut überwachten.
Am 3. März 1919 rückte Kieslich als Nachfolger des Abgeordneten Franz Geiler für den Wahlkreis 2 Freiburg in die Verfassunggebende Landesversammlung der Republik Baden nach, der er bis 15. Oktober 1921 angehörte. 1920 kandidierte er nochmals erfolglos zu den Reichstagswahlen.
Von 1919 bis 1923 war Kieslich Vertreter der badischen Textilarbeiter im Reichskuratorium für Textilforschung.
Während der Septemberunruhen 1923 in Lörrach war Kieslich einer der Anführer und Verhandlungsführer der Arbeiterschaft, wobei er einerseits die Interessen der durch die Inflation hart getroffenen Arbeiter vertrat und andererseits versuchte wieder die Kontrolle über die den Gewerkschaften und Arbeiterparteien zeitweise entglittene Kontrolle über die spontane Aufstandsbewegung wiederzugewinnen und in geordnete Bahnen zu lenken. Kieslich war trotz seiner kritischen Haltung gegenüber der Leitung der SPD nicht zur USPD gewechselt, galt aber in der SPD als äußerst links und wurde vom badischen SPD Arbeitsminister Wilhelm Engler wegen seiner Einheitsfrontpolitik in Lörrach kritisiert. „Kiesslich überbot sogar noch den Kommunistenführer Bock im Schimpfen und Schreien.“
Lörrach hatte eine Ortskrankenkasse gemäß § 16 ff. Gesetz betreffend die Krankenversicherung der Arbeiter von 1883 und Kieslich war 1927 Vorsitzender der OKK Lörrach.
Unter dem NS-Regime wurde Kieslich von 1933 bis 1935 „dreimal wegen politischer Betätigung in Schutzhaft genommen“. „Der zuvor vitale und kräftige, aber gesundheitlich angeschlagene Mann wird durch die Diktatur gebrochen und stirbt 1935 an Herzversagen.“

## Familie
Kieslich heiratete 1907 Anna Martha Hedwig Schulz (1887–1978), mit der er einen Sohn, Willy, hatte. Willy fiel im Zweiten Weltkrieg 1941 auf der Krim. Hedwig Kieslich war ebenfalls politisch tätig und setzte sich für Frauenrechte ein. Von 1922 bis 1926 war sie im Bürgerausschuss der Stadt Lörrach.